# Махалов, Геннадий Сергеевич
Генна́дий Серге́евич Маха́лов (5 апреля 1927, Маньчжурия, Особый район Восточных провинций — 14 марта 2019) — советский государственный деятель, секретарь Курганского обкома КПСС (1980—1988), председатель исполнительного комитета Курганского городского Совета депутатов трудящихся (1964—1976).

## Биография
Геннадий Сергеевич Махалов родился 5 апреля 1927 года в семье служащего на станции Маньчжурия Китайско-Восточной железной дороги. Станция входила в уезд Лубинь (кит. 臚濱縣) Особого района Восточных провинций Китайской Республики, ныне Маньчжурия — городской уезд в составе городского округа Хулун-Буир автономного района Внутренняя Монголия Китайской Народной Республики.
В 1929 году вместе с родителями выехал на постоянное жительство в город Читу.
В 1946 году окончил Читинскую школу военных техников Министерства путей сообщения по специальности «Энергетическое хозяйство». По направлению МПС работал в городе Златоусте Челябинской области. Прибыв к месту назначения, Геннадий настоял, чтобы его сначала направили в бригаду рядовым монтёром, техником отдела главного механика электровозного депо, и только через два месяца стал работать бригадиром по монтажу контактной сети монтажной конторы электрификации.
В 1948 году переведён в город Челябинск, где работал мастером, инженером техотдела, начальником дистанции контактной сети.
В 1949 году вступил в ВКП(б), в 1952 году партия переименована в КПСС.
В 1952 году поступил и в 1957 году окончил вечернее отделение Челябинского института механизации и электрификации сельского хозяйства по специальности «Инженер-электрик». Работал монтером, бригадиром, инженером техотдела, мастером, начальником дистанции контактной сети, начальником энергоучастка.
С 1957 года работал начальником строящегося энергоучастка в городе Шумихе. В подчинении было 5 тяговых подстанций и около 800 человек работающих.
С 1959 года проживал в городе Кургане, работал начальником вновь созданного Курганского энергоучастка Южно-Уральской железной дороги.
В 1962 году окончил Высшие инженерные курсы при Московском ордена Ленина и ордена Трудового красного знамени институте инженеров железнодорожного транспорта Министерства путей сообщения СССР по специальности «Телемеханика устройств энергоснабжения».
26 июня 1962 года в городе Кургане образованы Октябрьский и Советский районы. В 1962 году избран первым секретарем Советского райкома КПСС города Кургана.
С декабря 1964 года по февраль 1976 год работал председателем исполнительного комитета Курганского городского Совета депутатов трудящихся. За 11 лет население города увеличилось на 100 тысяч человек.
В 1976—1980 годах работал заместителем председателя исполнительного комитета Курганского областного Совета народных депутатов.
В 1980—1988 годах работал секретарем Курганского областного комитета КПСС.
После выхода на пенсию занимается общественной деятельностью. Он член Курганской городской общественной организации ветеранов (пенсионеров) войны, труда, Вооруженных Сил и правоохранительных органов.
Геннадий Сергеевич Махалов избирался членом бюро райкома, горкома и обкома КПСС, депутатом областных Советов депутатов трудящихся и народных депутатов.
При непосредственном участии Г. С. Махалова быстрыми темпами развивалось жилищное строительство. Он активно содействовал развитию крупнопанельного домостроения в городах и районах Курганской области, производству силикатного кирпича, организации стройиндустрии сельских строителей. Объём жилищного строительства достиг 200 тыс. м² в год. Ежегодно сдавались в эксплуатацию одна-две школы, детские сады, построена и введена в эксплуатацию городская ТЭЦ, развито троллейбусное сообщение. Строительство дорог с асфальтовым покрытием достигло 700 км в год.
В 2010 году его младший сын, предприниматель Александр Махалов, уговорил родителей переехать в его загородный дом в село Темляково Темляковского сельсовета Кетовского района Курганской области.
Г. С. Махалов прислушивался к мнению собеседника, подчиненного, гибок в принятии решений, требователен и в то же время внимателен к людям. Человек с большим чувством юмора.
Геннадий Сергеевич Махалов умер 14 марта 2019 года <где?>. Похоронен <где?>.

## Награды
В трудовой книжке свыше 80 записей благодарностей и наград — за труд, за активную общественную деятельность.
- Орден Трудового Красного Знамени, дважды
- Орден «Знак Почёта»
- Медали, в т.ч.
  - Медаль «За трудовое отличие»
  - Юбилейная медаль «За доблестный труд. В ознаменование 100-летия со дня рождения Владимира Ильича Ленина»
  - Медаль «Ветеран труда»
  - Медаль «За освоение целинных земель»
- Знак «Почётному железнодорожнику»
- Нагрудный знак «Отличник народного просвещения»
- Звание «Почетный гражданин города Кургана», 20 июня 2007 года[9]

## Память
В Государственном архив социально-политической истории Курганской области хранится Фонд № 6964, который состоит из 90 дел. В фонде представлены документы биографического характера, материалы служебной и общественной деятельности, большой раздел фотодокументов.

## Семья
- Отец — Сергей Платонович, последнее место работы — заместитель председателя исполнительного комитета Читинского городского Совета
- Мать — Елизавета Филипповна, счетовод-кассир
- Жена (с 1949 года) — Генриетта Степановна (?—2012), инженер-технолог
- Сыновья — Игорь и Александр, заняты в сфере малого бизнеса